# Yukarı Tırtar, Yalvaç
Yukarıtırtar là một xã thuộc huyện Yalvaç, tỉnh Isparta, Thổ Nhĩ Kỳ. Dân số thời điểm năm 2011 là 199 người.